# مسجد حديقة الخوخ
مسجد حديقة الخوخ (بالصينية:小桃园清真寺) ويلفظ شياوتاويوان، المعروف سابقًا باسم المسجد الغربي، هو مسجد في حي هوانغبو في شنغهاي ، الصين . وأكبر مسجد في شنغهاي.  

## التاريخ
تم بناء المسجد عام 1917 من قبل جن دزوين، مدير مجلس إدارة شنغهاي الإسلامي، الذي اشترى الأرض. ثم أعيد بناؤه في عام 1925م واكتمل بعد عامين بالشكل الذي هو عليه اليوم. كان موقع المسجد هو الموقع الأصلي لمدرسة شنغهاي الإسلامية التي تم نقلها فيما بعد إلى شارع تشينغ ليان وتغير اسمها إلى مدرسة بينغ ليانغ الإسلامية.
بعد تأسيس جمهورية الصين الشعبية في 1 أكتوبر 1949م، تفقد عمدة شنغهاي تشن يي المسجد ووافق على صيانته. في 15 فبراير 1994 ، تم إدراج المسجد كعمارة تراثية من قبل حكومة بلدية شنغهاي.

## هندسة معمارية

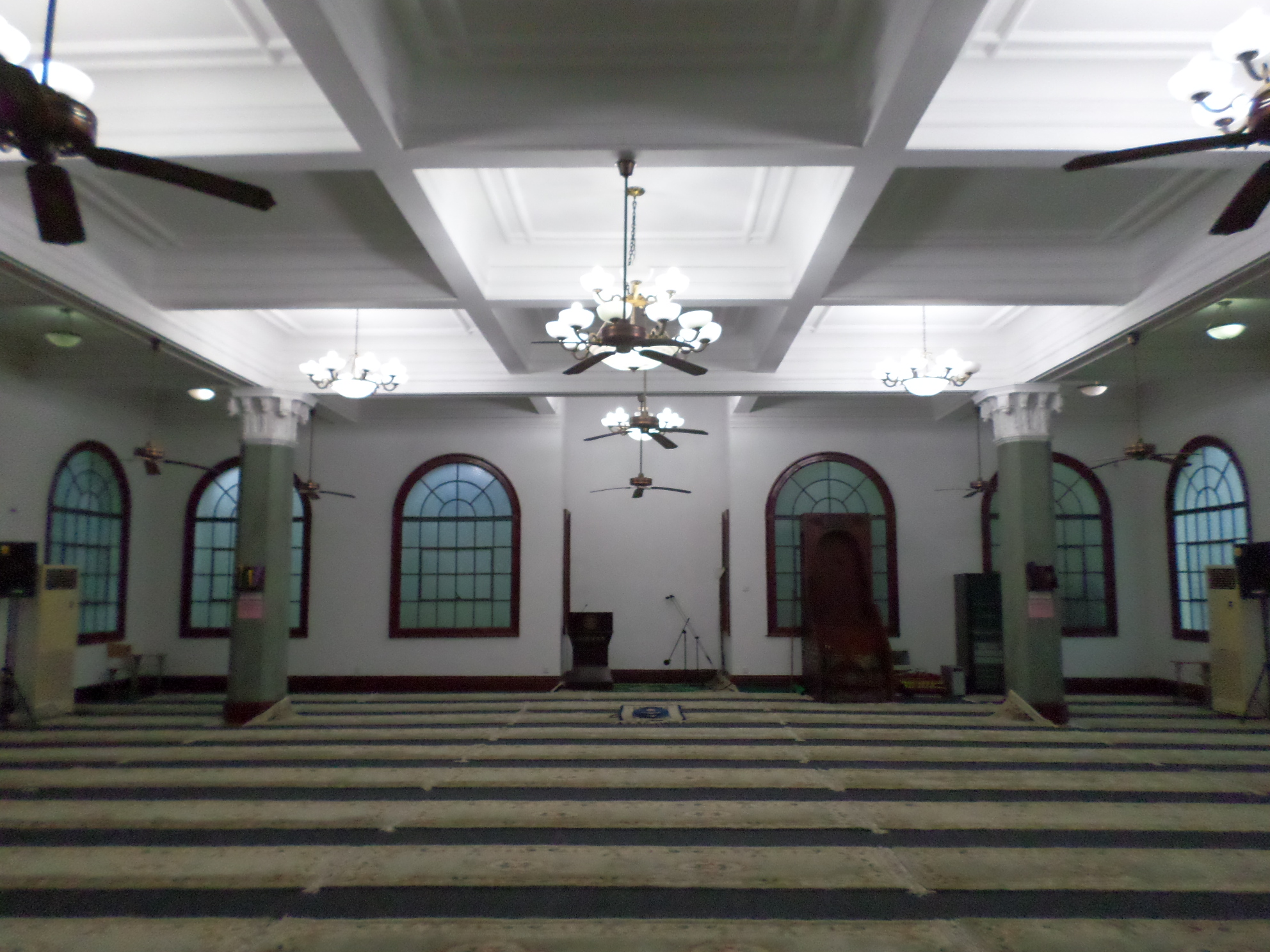
المسجد من الداخل

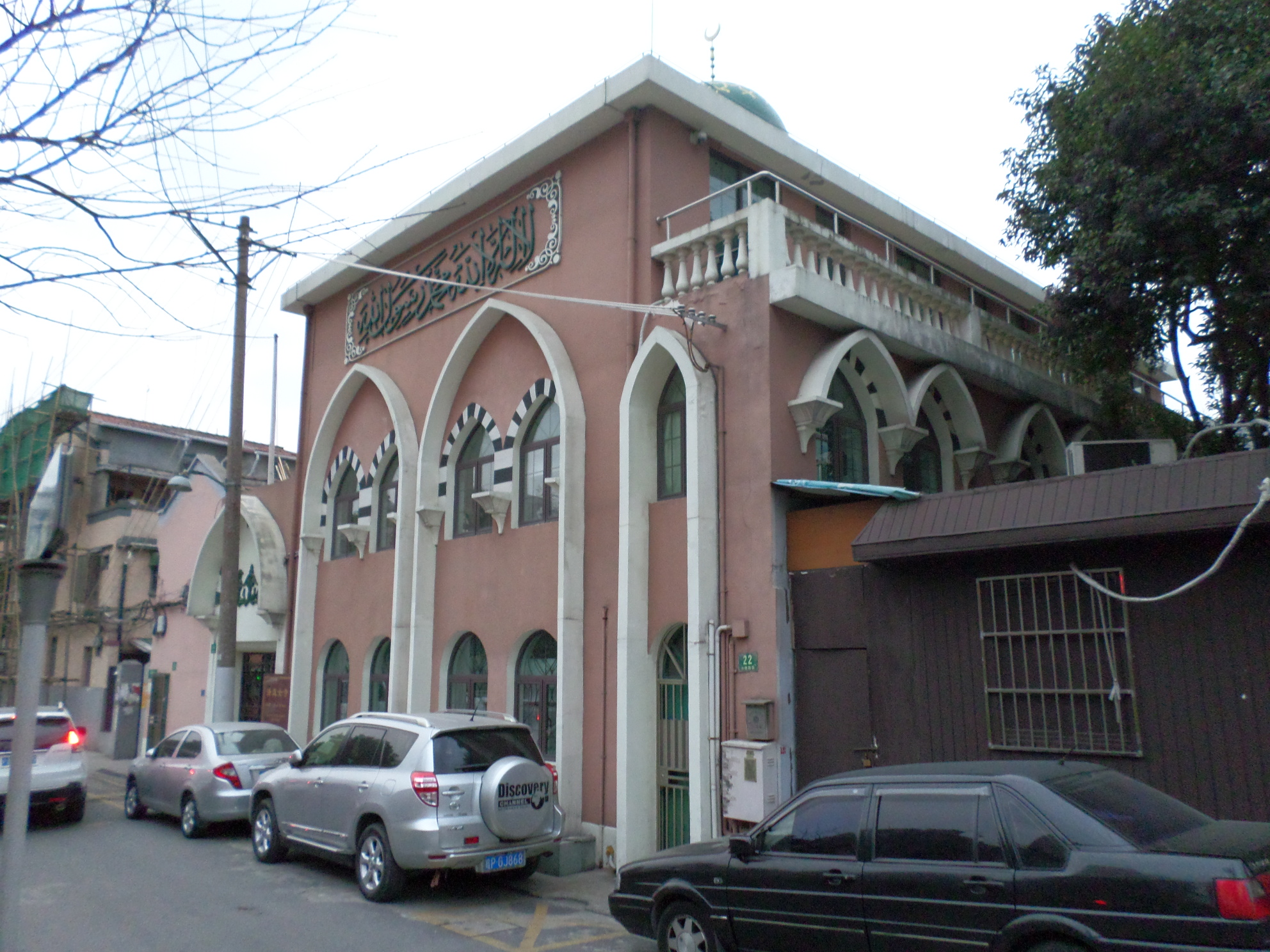
قسم النساء

تم بناء المسجد على الطراز الإسلامي الشرقي إلى جانب الهندسة المعمارية الصينية. طلي من الخارج باللون الأخضر والأبيض. وأعلى بوابة المدخل يحتوي على كلمة «مسجد» بالصينية رسمها الخطاط لوه جونيتي. تتسع قاعة الصلاة الرئيسية المكونة من طابقين لما يصل إلى 500 شخص وتبلغ مساحتها 500 متر مربع . وبه النوافذ المقوسة. يحتوي المسجد أيضًا على مئذنة واحدة وأربعة قبب في أركان المسجد الأربعة.
المسجد محاط بفناء مستطيل الشكل. يفع في الجانب الشرقي، يوجد مبنى صيني مكون من ثلاثة طوابق يضم قاعة للمحاضرات والمكاتب والمكتبة وقاعة للقراءة وغرفة الخطبة ومرافق الوضوء. على الجانب الجنوبي من الفناء توجد غرفة الإمام وغرفة الاستقبال وحمام. بجانب مبنى المسجد الرئيسي يوجد مسجد للنساء. تم تأسيس مسجد النساء سنة 1920 ، ثم خضع للتجديد الكامل سنة 1994.

## أنشطة
في 1920-1940 ، استقبل المسجد وخدم المسلمين من مناطق في جميع أنحاء الصين الذين خططوا للذهاب للحج إلى المملكة العربية السعودية . المسجد هو موطن لجمعية شنغهاي الإسلامية التي تأسست في عام 1962م وله أنشطة ومحاضرات تخص المرأة المسلمة. يجتمع الكثير من الصينيين والمسلمين الأجانب في المسجد للمشاركة في الصلاة. كما قام العديد من كبار المسؤولين الحكوميين والشخصيات المرموقة من الدول الإسلامية بزيارة المسجد وشاركوا في الصلاة.

## وسائل النقل
يمكن الوصول إلى المسجد على مسافة قريبة عبر استقلال مترو شانغهاي والنزول في محطة لاوشيمن (بالصينية:老西门)